# Mala (anatomia)
Mala (l. mn. malae) – część narządów gębowych niektórych stawonogów, biorąca udział w rozdrabnianiu pokarmu.
U niektórych wijów mala to trzeci człon żuwaczki.
Z kolei u niektórych owadów mala stanowi część szczęk. Powstaje przez zrośnięcie się ze sobą żuwki wewnętrznej i zewnętrznej szczęki. Przybiera wówczas formę jednolitego, pozbawionego wyraźnych szwów płata. Przykładem jest tu większość ryjkowców. U larw Ptillidae mala jest u wierzchołka niewyraźnie podzielona.
U błonkówek powierzchnia malarna lub pole malarne (ang. malar area, malar space) to część puszki głowowej między nasadą żuwaczki a krawędzią oka złożonego. Długość tej powierzchni odpowiada najkrótszej odległości od żuwaczki do oka złożonego, a jej szerokość jest taka sama jak szerokość podstawy żuwaczki.